# Parma Associazione Calcio 1982-1983
Questa voce raccoglie le informazioni riguardanti il Parma Associazione Calcio nelle competizioni ufficiali della stagione 1982-1983.

## Stagione
Nella stagione 1982-83 il Parma disputa il campionato di Serie C1, girone A, ottienendo un onorevole sesto posto in classifica con 34 punti; il torneo è vinto dalla Triestina con 47 punti, davanti al Padova con 43, entrambe promosse in Serie B. La squadra crociata riviene affidata all'allenatore Giancarlo Danova e svecchiata dal diesse Riccardo Sogliano, in campionato parte bene, una sola sconfitta nelle prime tredici giornate, poi la caduta interna con la Triestina e subito dopo la sconfitta di Treviso, fanno chiudere l'andata al sesto posto. A fine febbraio il presidente parmense Ernesto Ceresini solleva dall'incarico il tecnico che viene sostituito con la gloria parmense Bruno Mora che però non fa miracoli e chiude il torneo confermando il piazzamento ottenuto al giro di boa.
In evidenza in questa stagione due giovani crociati, la punta Massimo Barbuti autore di 10 reti, e l'interno salernitano Fausto Salsano. In Coppa Italia il Parma vince il girone E di qualificazione superando Ospitaletto, Mantova e Trento, poi nei sedicesimi di finale viene estromesso nel doppio confronto con la Triestina.

## Rosa
| N. |                   | Ruolo | Calciatore          |
| -- | ----------------- | ----- | ------------------- |
| -  | Italia (bandiera) | P     | Angelo Venturelli   |
| -  | Italia (bandiera) | D     | Fabio Albinelli     |
| -  | Italia (bandiera) | D     | Piero Bianco        |
| -  | Italia (bandiera) | D     | Walter Biagini      |
| -  | Italia (bandiera) | D     | Daniele Davin       |
| -  | Italia (bandiera) | D     | Giacomo Murelli     |
| -  | Italia (bandiera) | D     | Stefano Pioli       |
| -  | Italia (bandiera) | D     | Riccardo Salati     |
| -  | Italia (bandiera) | D     | Alessandro Stoppani |
| -  | Italia (bandiera) | C     | Fabio Aselli        |
| -  | Italia (bandiera) | C     | Giovanni Bruzzone   |

| N. |                   | Ruolo | Calciatore        |
| -- | ----------------- | ----- | ----------------- |
| -  | Italia (bandiera) | C     | Nicola Berti      |
| -  | Italia (bandiera) | C     | Enrico Cannata    |
| -  | Italia (bandiera) | C     | Fabrizio Larini   |
| -  | Italia (bandiera) | C     | Federico Lombardi |
| -  | Italia (bandiera) | C     | Fausto Pari       |
| -  | Italia (bandiera) | C     | Walter Sabatini   |
| -  | Italia (bandiera) | C     | Fausto Salsano    |
| -  | Italia (bandiera) | C     | Paolo Tomasoni    |
| -  | Italia (bandiera) | A     | Antonio Caruso    |
| -  | Italia (bandiera) | A     | Massimo Barbuti   |
| -  | Italia (bandiera) | A     | Stefano Mariani   |

## Risultati

### Serie C1

#### Girone di andata
| Arbitro: | Tuveri (Cagliari) |

|                    |           |  |
| Cannata 53’ (rig.) | Marcatori |  |

| Trento 26 settembre 1982 2ª giornata | Trento                   | 0 – 0 | Parma | Stadio Briamasco\| Arbitro: \| Dall'Oca (Abbiategrasso) \| |
| Arbitro:                             | Dall'Oca (Abbiategrasso) |       |       |                                                            |

| Arbitro: | Laricchia (Bari) |

|                    |           |              |
| Cannata 72’ (rig.) | Marcatori | 15’ Di Prete |

| Arbitro: | Baroni (Macerata) |

|  |           |                         |
|  | Marcatori | 12’ Barbuti 16’ Mariani |

| Arbitro: | Marchese (Napoli) |

|                         |           |                   |
| Salsano 10’ Barbuti 18’ | Marcatori | 15’, 74’ Lombardi |

| Mestre 24 ottobre 1982 6ª giornata | Mestre           | 0 – 0 | Parma | Stadio Francesco Baracca\| Arbitro: \| Galbiati (Monza) \| |
| Arbitro:                           | Galbiati (Monza) |       |       |                                                            |

| Arbitro: | Albertini (Voghera) |

|         |           |                 |
| Pari 6’ | Marcatori | 26’ Gabriellini |

| Vicenza 7 novembre 1982 8ª giornata | Lanerossi Vicenza | 0 – 0 | Parma | Stadio Romeo Menti\| Arbitro: \| Greco (Lecce) \| |
| Arbitro:                            | Greco (Lecce)     |       |       |                                                   |

| Arbitro: | Frigerio (Milano) |

|                                        |           |             |
| Melotti 35’ Gaudenzi 55’ De Napoli 72’ | Marcatori | 34’ Barbuti |

| Arbitro: | Pellicanò (Reggio Calabria) |

|                         |           |  |
| Barbuti 32’, 83’ (rig.) | Marcatori |  |

| Arbitro: | D'Innocenzo (Roma) |

|  |           |             |
|  | Marcatori | 67’ Salsano |

| Parma 5 dicembre 1982 12ª giornata | Parma          | 0 – 0 | Piacenza | Stadio Ennio Tardini\| Arbitro: \| Mele (Bergamo) \| |
| Arbitro:                           | Mele (Bergamo) |       |          |                                                      |

| Arbitro: | Ramicone (Tivoli) |

|           |           |             |
| Frara 49’ | Marcatori | 36’ Barbuti |

| Arbitro: | Coppetelli (Tivoli) |

|  |           |                |
|  | Marcatori | 50’ Pedrazzini |

| Arbitro: | Baroni (Macerata) |

|                                         |           |              |
| Rondon 43’ Bergamaschi 65’ Trevisan 89’ | Marcatori | 75’ Sabatini |

| Arbitro: | Galbiati (Monza) |

|                         |           |            |
| Murelli 11’ Barbuti 39’ | Marcatori | 81’ Fellet |

| Arbitro: | Betti (Siena) |

|  |           |              |
|  | Marcatori | 44’ Sabatini |

#### Girone di ritorno
| Arbitro: | Gabbrielli (Prato) |

|              |           |  |
| Salvioni 28’ | Marcatori |  |

| Arbitro: | Tuveri (Cagliari) |

|             |           |  |
| Mariani 28’ | Marcatori |  |

| Arbitro: | Fabricatore (Roma) |

|              |           |  |
| Di Prete 27’ | Marcatori |  |

| Parma 20 febbraio 1983 21ª giornata | Parma            | 0 – 0 | SPAL | Stadio Ennio Tardini\| Arbitro: \| Ramacci (Latina) \| |
| Arbitro:                            | Ramacci (Latina) |       |      |                                                        |

| Arbitro: | Pellicanò (Reggio Calabria) |

|                               |           |            |
| Di Carlo 8’, 16’ Del Nero 88’ | Marcatori | 67’ Caruso |

| Parma 6 marzo 1983 23ª giornata | Parma             | 0 – 0 | Mestre | Stadio Ennio Tardini\| Arbitro: \| Dal Forno (Ivrea) \| |
| Arbitro:                        | Dal Forno (Ivrea) |       |        |                                                         |

| Arbitro: | Ramicone (Tivoli) |

|                        |           |  |
| Gabriellini 18’ (rig.) | Marcatori |  |

| Arbitro: | Mele (Bergamo) |

|            |           |           |
| Caruso 11’ | Marcatori | 22’ Bigon |

| Arbitro: | Dall'Oca (Abbiategrasso) |

|             |           |  |
| Barbuti 48’ | Marcatori |  |

| Forlì 10 aprile 1983 27ª giornata | Forlì         | 0 – 0 | Parma | Stadio Tullo Morgagni\| Arbitro: \| Greco (Lecce) \| |
| Arbitro:                          | Greco (Lecce) |       |       |                                                      |

| Arbitro: | Gava (Conegliano) |

|  |           |                        |
|  | Marcatori | 6’ Messina 75’ Venturi |

| Arbitro: | Cerquoni (Macerata) |

|              |           |  |
| Filosofi 48’ | Marcatori |  |

| Arbitro: | Nicoletti (Agropoli) |

|                             |           |  |
| Pari 17’ Cannata 80’ (rig.) | Marcatori |  |

| Arbitro: | Galbiati (Monza) |

|                         |           |                    |
| De Falco 6’ Ruffini 67’ | Marcatori | 56’ (rig.) Cannata |

| Arbitro: | Perdonò (Foggia) |

|                                               |           |  |
| Cannata 28’, 76’ (rig.) Davin 31’ Barbuti 79’ | Marcatori |  |

| Padova 29 maggio 1983 33ª giornata | Padova          | 0 – 0 | Parma | Stadio Silvio Appiani\| Arbitro: \| Agnelli (Siena) \| |
| Arbitro:                           | Agnelli (Siena) |       |       |                                                        |

| Arbitro: | Schiavon (Padova) |

|             |           |           |
| Barbuti 68’ | Marcatori | 82’ Mochi |

### Coppa Italia Serie C

#### Fase eliminatoria a gironi
| Trento 22 agosto 1982 1ª giornata | Trento            | 0 – 0 | Parma | Stadio Briamasco\| Arbitro: \| Gava (Conegliano) \| |
| Arbitro:                          | Gava (Conegliano) |       |       |                                                     |

| Arbitro: | Gabbrielli (Prato) |

|              |           |                                 |
| Romanini 55’ | Marcatori | 4’ Pari 63’ Cannata 84’ Mariani |

| Arbitro: | Luci (Firenze) |

|                               |           |  |
| Catellani 35’ (aut.) Pari 54’ | Marcatori |  |

| Salsomaggiore 1º settembre 1982 4ª giornata | Parma             | 0 – 0 | Trento | Stadio Comunale\| Arbitro: \| Dal Forno (Ivrea) \| |
| Arbitro:                                    | Dal Forno (Ivrea) |       |        |                                                    |

| Parma 5 settembre 1982 5ª giornata | Parma             | 0 – 0 | Ospitaletto | Stadio Ennio Tardini\| Arbitro: \| Padovan (Gorizia) \| |
| Arbitro:                           | Padovan (Gorizia) |       |             |                                                         |

| Arbitro: | Valente (Monfalcone) |

|  |           |                                                           |
|  | Marcatori | 15’ Bianco 60’ (rig.) Cannata 63’, 74’ Salsano 80’ Aselli |

#### Fase finale
| Arbitro: | Luci (Firenze) |

|                                         |           |                    |
| Albinelli 55’ S. Mariani 71’ Aselli 83’ | Marcatori | 12’ (aut.) Murelli |

| Arbitro: | Lussana (Bergamo) |

|                                       |           |  |
| Strukelj 51’, 85’ Biagini 109’ (aut.) | Marcatori |  |